# 加藤六蔵

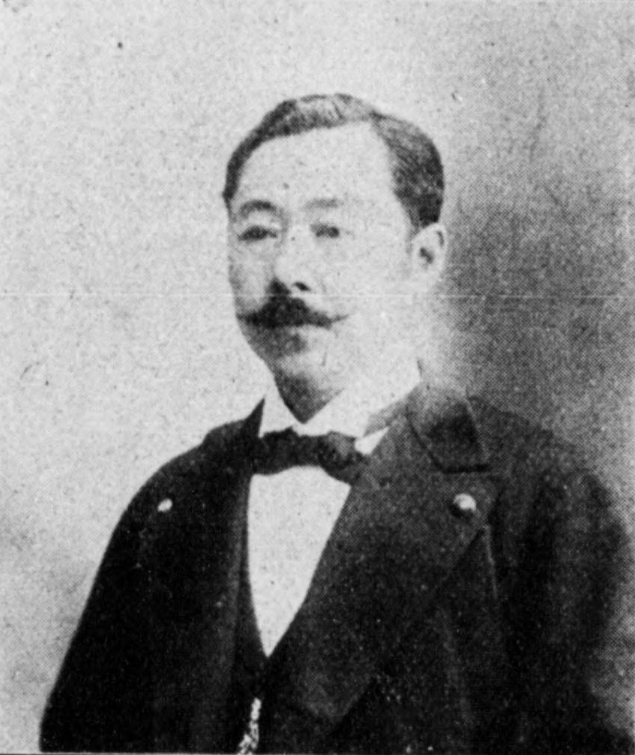
加藤六蔵

加藤 六蔵（かとう ろくぞう、1858年6月6日（安政5年4月25日） - 1909年（明治42年）6月21日）は、明治期の政治家、衆議院議員（6期）。醤油醸造家、実業家。諱・尚正。

## 経歴
三河国宝飯郡前芝村（現・愛知県豊橋市前芝町）で、豪商にして代々郷士の加藤家当主・加藤六蔵正文の長男として生まれる。豊橋で漢籍を修めた後、1875年（明治8年）東京に出て慶應義塾に学び、愛知県第二中学校、宝飯郡教育会議長、尾三農工銀行、宝飯銀行各取締役、豊橋米麦取引所理事長、豊橋商業会議所会頭、ほか鉄道等の設立に関わる。
政治面では宝飯郡連合村会議員、同郡会議員、同郡農会長、所得税調査委員、愛知県会議員を経て、1890年の第1回衆議院議員総選挙において愛知県第10区から大成会で立候補して当選する。東三倶楽部を組織し、立憲憲政党、中国進歩党等を渡り、憲政本党の要職を得る。衆議院議員は6期務めた。

## 親族
- 長男 加藤六蔵正雄（衆議院議員）[3]
- 叔父 山本三太郎（衆議院議員）[3]

## リンク
前芝を通して海苔を知る　―　加藤家